# Federico da Prata
Federico da Prata (Prata di Pordenone, seconda metà del XII secolo – 19 novembre 1250) è stato un vescovo cattolico italiano.

## Biografia
Esponente dei da Prata, famiglia feudale con interessi in Friuli e nel Cenedese, era figlio di Gabriele di Guecello, avvocato della diocesi di Concordia, e di una Maria. Ebbe un fratello, Guecello, che successe al padre nella guida della casata, e una sorella, Loicia, andata in sposa la doge di Venezia Renier Zen.
Nel 1219 il padre, pur vincolato da un patto di cittadinanza con il Comune di Treviso, aveva sostenuto il patriarca di Aquielia Bertoldo di Andechs-Merania nel combattere una rivolta di feudatari friulani, fomentata dagli stessi Trevigiani. Questa posizione permise a Federico di raggiungere la carica di vescovo di Concordia, suffraganea di Aquileia, tra il dicembre 1220 e il gennaio 1221.
Sin dagli inizi fu coinvolto da Bertoldo nelle trattative di pace fra il Patriarcato e i Trevigiani. Nel maggio 1221 accompagnò il presule a Caporiacco dove alcuni nobili ribelli gli prestarono giuramento. Nel luglio successivo fu a Venezia, dove si impegnò a rispettare l'arbitrato del cardinale Ugolino di Segni sul conflitto tra le due parti. Il 30 agosto, a Bologna, presenziò alla pronuncia della sentenza che confermò alla Chiesa di Aquileia i propri diritti, svincolando inoltre i da Prata dal patto di cittadinanza con Treviso e risarcendoli per i danni subiti durante la guerra.
Trascorse il periodo seguente in Friuli, pienamente assorbito dal governo della propria diocesi. Nel 1221 ottenne da papa Onorio III una bolla con cui poneva sotto la propria protezione il lebbrosario di San Lazzaro di Portogruaro e nel 1229 confermò allo stesso l'immunità contributiva, dando inoltre istruzioni circa l'elezione del priore. Nel 1222 chiese al patriarca di confermare le costituzioni e i diritti del capitolo della cattedrale di Concordia. Nel 1232 contribuì al primo insediamento camaldolese a Concordia, offrendo ai monaci la chiesa di San Martino di Rivarotta.
Nel 1236 donò al capitolo la pieve di Giussago con venticinque mansi annessi. Aiutò anche l'abbazia di Summaga, alla quale concesse l'avvocazia su alcuni mansi a Portovecchio. Nel 1243 chiamò i crociferi a Portogruaro per aprire un ospedale presso la chiesa di San Cristoforo.
Essendo suffraganeo del patriarca di Aquileia, fu in molte altre occasioni al fianco di Bertoldo di Andechs, anche se questi non lo coinvolse direttamente nel governo della Patria del Friuli. Ben più importante fu la collaborazione con il cardinale Ugolino di Segni, che nel 1227 fu eletto papa con il nome di Gregorio IX. Nel 1227 il pontefice lo chiamò, assieme all'abate di Moggio e al prevosto di San Pietro in Carnia, di intervenire su una vertenza tra l'arcivescovo di Salisburgo e il vescovo di Gurk attorno alle regalie concesse dagli imperatori alla diocesi di quest'ultimo.
Nel 1239 lo inviò in visita all'abbazia di Sesto al Reghena, incaricandolo anche di un'eventuale riforma: abate era infatti Stefano, vicino a Bertoldo di Andechs che in quel periodo era stato scomunicato per il suo sostegno a Federico II di Svevia. Il vescovo, pur ritenendo necessaria una riforma, preferì non intervenire e rimase fedele al patriarca e alla sua politica filoimperale.
A determinare questa scelta fu anche la vicinanza al fratello Guecello, che, morto il padre Gabriele nel 1223, era divenuto capo della famiglia. Sin dal 1224 aveva chiesto al patriarca di infeudare Guecello dei beni detenuti dal padre e nel 1228 lo sostenne nella causa contro lo zio Federico di Porcia attorno ad alcune proprietà contese, essendo arbitro il prozio Ezzelino II da Romano. Nel 1231 investì il fratello delle decime di alcuni mansi ad Azzano Decimo e a Cimpello.
Il vescovo si trovò in difficoltà quando nel 1245 il patriarca tornò ad avvicinarsi al papa. Federico rimase fedele a Bertoldo, ma cercò di evitare lo scontro con i propri parenti, rimasti su posizioni filoimperiali. Nel 1248, pur non discostandosi dal metropolita, tentò di imporre la propria autorità sull'abbazia di Sesto al Reghena chiedendo all'abate Ermanno il pagamento di decime, ma la controversia si concluse confermando il cenobio sotto al diretta dipendenza da Aquileia.